# Premio Wakker
El Premio Wakker es un galardón otorgado anualmente por la Sociedad Patrimonial Suiza (Schweizer Heimatschutz), una organización sin ánimo de lucro dedicada a la defensa del patrimonio cultural suizo, a una comuna ejemplar en la preservación y desarrollo de su apariencia y arquitectura.
Fue instituido en 1972, y comporta la suma de 20.000 francos suizos; el industrial Henri Louis Wakker, quien donó gran parte de su patrimonio al Heimatschutz, le dio su nombre.
En 2005 por primera vez fue entregado a una institución no comunal, la compañía nacional de trenes Schweizerische Bundesbahnen.
Los siguientes criterios se tienen en cuenta para la concesión del premio Wakker:
- el desarrollo cualitativo y la revalorización del entorno, de acuerdo a una óptica contemporánea;
- el respeto por la estructura urbana existente;
- la búsqueda activa de calidad ejemplar en la obra arquitectónica;
- el respeto por las normas de urbanismo y el aprovechamiento óptimo de los recursos;
- la protección del paisaje y del medio ambiente, la planificación del transporte, la calidad del hábitat y la gestión sostenible.

## Lista de las comunas premiadas
- 1972: Stein am Rhein
- 1973: Saint-Prex
- 1974: Wiedlisbach
- 1975: Guarda
- 1976: Grüningen
- 1977: Gais
- 1978: Dardagny
- 1979: Ernen[2]
- 1980: Soleura
- 1981: Elm
- 1982: Avegno
- 1983: Muttenz
- 1984: Wil
- 1985: Laufenburg
- 1986: Diemtigen
- 1987: Bischofszell
- 1988: Porrentruy
- 1989: Winterthur[3]
- 1990: Montreux
- 1991: Cham[4]
- 1992: San Galo
- 1993: Monte Carasso
- 1994: La Chaux-de-Fonds
- 1995: Splügen
- 1996: Basilea
- 1997: Berna
- 1998: Vrin
- 1999: Hauptwil-Gottshaus
- 2000: Ginebra
- 2001: Uster
- 2002: Turgi
- 2003: Sursee
- 2004: Biel/Bienne
- 2005: Ferrovías Federales Suizas
- 2006: Delémont
- 2007: Altdorf
- 2008: Grenchen
- 2009: Yverdon-les-Bains
- 2010: Fläsch
- 2011: Ouest lausannois
- 2012: Köniz
- 2013: Sion
- 2014: Aarau[1]
- 2015: Bregaglia[5]
- 2016: Rheinfelden[6]